# Choristoneura fumiferana
Choristoneura fumiferana ist eine nordamerikanische Schmetterlingsart aus der Gattung Choristoneura innerhalb der Familie der Wickler (Tortricidae).

## Beschreibung

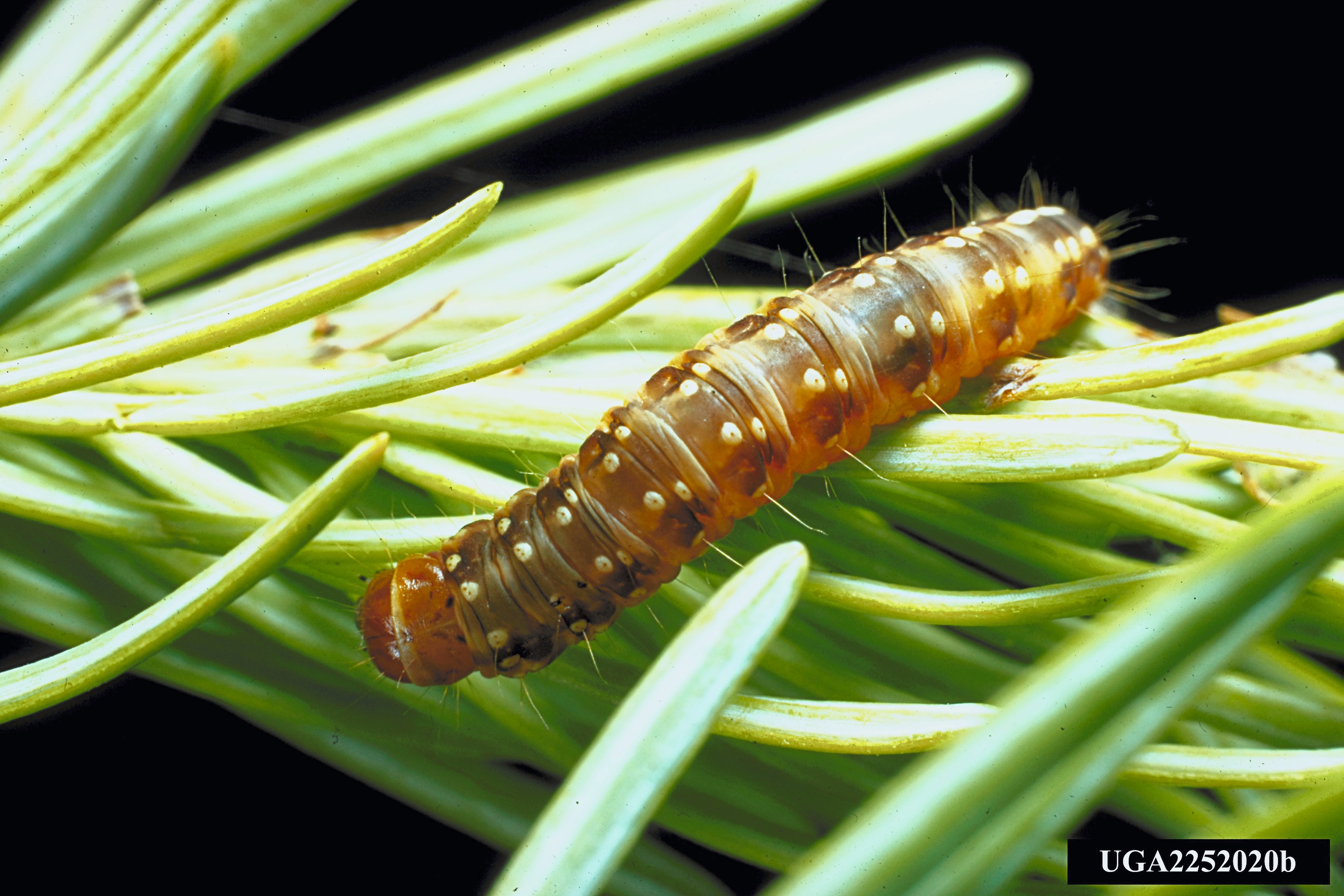
Raupe

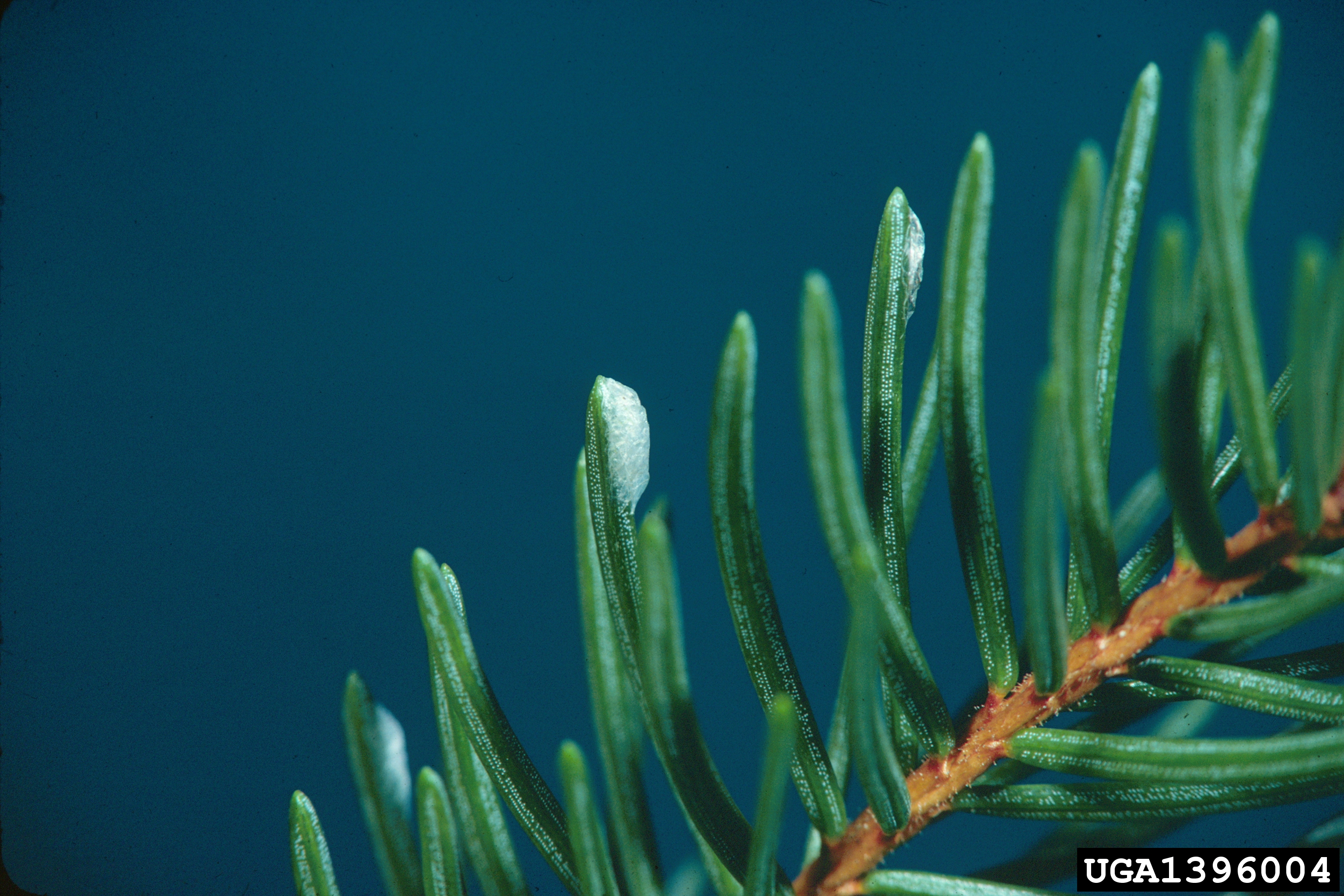
Eier

Die Flügel sind gräulich gefärbt und weisen dunkelbraune Zeichnungen auf. Gelegentlich treten auch Tiere mit braunen bis rötlichen Flügeln und dunkelbraunen Zeichnungen auf. Adulte Falter erreichen eine Flügelspannweite von bis zu zwei Zentimetern. Männchen und Weibchen sind gleich groß.
Die hellgrünen Eier sind rund 1 × 0,2 Millimeter groß. Die Raupen durchlaufen insgesamt sechs Larvenstadien. Im ersten Larvenstadium sind sie bis zu 2 Millimeter lang und von gelblichgrüner Farbe mit einem hell- bis mittelbraunen Kopf. Im zweiten Larvenstadium sind sie gelb mit einem dunkelbraunen oder schwarzen Kopf. Während der nächsten vier Larvenstadien verfärbt sich die Raupe von einem hellen Gelb zu einem dunklen Braun mit hellen Flecken auf dem Rücken. Im sechsten Larvenstadium ist die Raupe rund 2,5 Zentimeter lang und hat einen dunkelbraunen bis glänzend schwarzen Kopf. Die Puppe ist anfangs blassgrün und verfärbt sich später in ein rötliches Braun.

## Verbreitung
Das Verbreitungsgebiet des Falters überschneidet sich mit dem seiner Futterpflanzen. Er kommt in Kanada und den östlichen USA vor. Am häufigsten findet man die Art in den US-Bundesstaaten New Hampshire, New York, Maine, Michigan, Minnesota und Wisconsin.

## Lebensweise
Die oligophagen Raupen ernähren sich hauptsächlich von der Balsam-Tanne (Abies balsamea), der Weiß-Fichte (Picea glauca) und der Amerikanischen Rot-Fichte (Picea rubens), seltener werden andere Nadelbäume befallen. Die Raupen minieren die Nadeln, Knospen und männlichen Blütenzapfen. Pro Jahr wird eine Generation ausgebildet. Einige Populationen haben einen 2-jährigen Lebenszyklus. Die Eier werden in Haufen von 2 bis 60 Stück an Zweigen gelegt, wobei sie sich gegenseitig überlappen. Nach rund 2 Wochen schlüpfen die Raupen. Die frisch geschlüpften Raupen überwintern unter der Borke oder an anderen geschützten Orten. Im Folgejahr findet man die Raupen von Mai bis Juli. Im späten Juni und während des Julis stellen die Raupen die Nahrungsaufnahme ein und beginnen sich an den Nadelbasen der Futterbäume zu verpuppen. Nach rund 10 Tagen schlüpfen die fertig entwickelten Falter.

## Schadwirkung
Die Raupe ist einer der bedeutendsten Schädlinge in den nördlichen Nadelwäldern Nordamerikas. Bei einem Befall verlieren die Wirtsbäume zuerst im Kronenbereich ihre Nadeln. Bäume mit starken Befall sterben meist schon nach einem Jahr ab.

## Bekämpfung
Choristoneura fumiferana hat eine hohe Reproduktionsrate, aber natürliche Faktoren wie schlechtes Wetter, Krankheiten, Parasiten und Fressfeinde spielen eine wichtige Rolle bei der Populationskontrolle. Die Raupen werden unter anderem von der Brackwespe Meteorus trachynotus, der Schlupfwespe Phaeogenes hariolus und der Fliege Lypha setifacies befallen. Wenn ausreichend Futter und gute Witterungsbedingungen vorhanden sind, kann es dennoch zu Massenvermehrungen kommen, die den Einsatz von biologischen oder chemischen Insektiziden fordern. Eine biologische Bekämpfung mit Viren wäre rund 30-mal teurer als ein chemischer Insektizideinsatz. Der Microspora Perezia fumiferanae verlangsamt das Wachstum der Raupen und Puppen und verkürzt die Lebensspanne der Falter.

## Systematik
Aus der Literatur sind folgende Synonyme bekannt:
- Tortrix nigrida Beutenmüller, 1892
- Tortrix nigridia Robinson, 1869